# Chrysomphalus silvestrii
Chrysomphalus silvestrii är en insektsart som beskrevs av Chou 1946. Chrysomphalus silvestrii ingår i släktet Chrysomphalus och familjen pansarsköldlöss. Inga underarter finns listade i Catalogue of Life.